# Lycophotia velata
Lycophotia velata là một loài bướm đêm trong họ Noctuidae.